# Киев (авионосен крайцер, 1972)
Киев е червенознаменен тежък авионосен крайцер на ВМФ на СССР (гр. Североморск). Главен кораб на проекта 1143. Екипажа на крайцера се води войскова част 30920.
Всичко ТАВКР „Киев“ за времето на експлоатацията му в състава на Военноморския флот на СССР има 10 бойни служби и взема участие в 8 учения.

## Строителство
Строи се от 1970 до 1975 г. в Николаев от Черноморския корабостроителен завод. Първият построен кораб на СССР в този клас (проект 1143 „Кречет“). Спускането на ТАВКР „Киев“ на вода се състои на 26 декември 1972 г., и в същия ден в Черноморския корабостроителен завод е заложен еднотипният с него втори ТАВКР – „Минск“ (зав. №102).

## Изпитания
В периода юли—август 1976 г. ТАВКР „Киев“ с пет бойни Як-36М и един учебен Як-36МУ извършва преход към мястото на своето базиране в Северния флот. В Средиземно море се състоят първите отвъд пределите на СССР полети на Як-36М. На Север, през август—декември 1976 г. са проведени държавните изпитания от втория етап – на ударния ракетен комплекс П-500 „Базалт“, комплексните изпитания на радиоелектронното въоръжение в състава на корабна група, групови полети на ЛАк, а също мореходните изпитания на кораба. С постановление на Съвета на министрите на СССР, през февруари 1977 г., ТАВКР „Киев“ е приет на въоръжение от ВМФ на СССР.

## Служба
В периода 1976 – 1982 г. ТАВКР „Киев“ нееднократно носи бойна служба в Атлантика и в Средиземно море:
- Първа бойна служба – от 16 юли до 10 август 1976 г. (преход към мястото на постоянно базиране).
- Учения „Север-77“ – от 12 до 19 април 1977 г.
- Втора бойна служба – от 20 декември 1977 г. до 4 април 1978 г. в Атлантика и Средиземно море. Към края на 1977 г. в 1-ви корабен щурмови авиационен полк, от състава на който се комплектува авиогрупата на ТАВКР „Киев“, летят вече 34 морски летци.
- Учения на Северния флот – 4 август 1978 г.
- Трета бойна служба – от 16 декември 1978 г. до 27 март 1979 г. (Северния Атлантик, Средиземно море). По време на похода със самолетите Як-38 са проведени 355 полета.
- Учения „Разбег-79“
- Четвърта бойна служба – от 30 декември 1979 г. до 28 април 1980 г. (Средиземно море)
- Пета бойна служба – от 6 януари до 15 март 1981 г.
- Учения на Черноморския флот
- Шеста бойна служба – от 17 юли до 18 септември 1981 г., включая ученията „Запад-81“.
- Учения на Северния флот
- Седма бойна служба – от 27 юли до 30 септември 1982 г. в Атлантика, Средиземно и Балтийско морета, включая ученията „Щит-82“.

В периода 1982 – 1984 г. ТАВКР преминава среден ремонт в Черноморския корабостроителен завод, след което продължава да носи своята служба:
- Осма бойна служба – от 20 март до 4 юли 1985 г., включая ученията „Атлантика-85“. Намира се през май 1985 г. с визита в Алжир, неговия екипаж разбира за награждаването на кораба с ордена Червено Знаме за успехи в бойната подготовка.
- Девета бойна служба – от 31 декември 1985 г. до 21 май 1986 г. През 1986 г. има само локални излизания от базата за работа на авиацията.
- Десета бойна служба – от 5 януари до 24 юни 1987 г. в Средиземно море, посещение на град Сплит (Югославия) и столицата Либия – Триполи.

Далечните походи на ТАВКР „Киев“ продължават до края на 1991 г., след което кораба е поставен на стоянка.

### Изваждане от бойния състав и продажба
През 1993 г. във връзка с недостатъчните средства за експлоатация и ремонт, а също значително изработения ресурс на въоръжението, механизмите и оборудването, е изваден от бойния състав на флота, разоръжен е и е продаден за 1,6 милиона долара на неустановени лица, които препродават кораба вече за 8,2 милиона долара на правителството на КНР. На 17 май 2000 г. започва буксировката на кораба от пункта на базиране Видяево за порт Тиендзин, където по-късно е преоборудван, както е обявено официално, в кораб музей, а всъщност – в развлекателен комплекс.

## Binhai Aircraft Carrier Theme Park
През септември 2003 г. кораба става част от тематичния парк „Бинхай“ (Binhai Aircraft Carrier Theme Park). За него е построен специален причал, от който е направен централния вход водещ във вестибюла-хол на четвъртата палуба. Помещенията на втора и трета палуби са оформени като каюти и бойни постове със съответните информационни табели и стендове, разказващи за бойния път на кораба и историята на световното авионосно корабостроене. Макетите на системите на въоръжението са изпълнени с имитация на работата им. На горната палуба и в хангарите са поставени макети на самолети и вертолети. От 30 април 2004 г. кораба е напълно отворен за посетители. Стойността на входния билет към 2004 г. съставлява 110 юана. Ежеседмично комплекса посещават до 40 000 души. Обслужващият персонал наброява до 100 души.
През 2011 г. комплекса е напълно преоборудван в разкошен хотел със 148 стай от различна категория, в т.ч. и президентски стаи, за което са похарчени около $15 млн. Отвън кораба е изменен малко – на палубата е съхранено въоръжението, така бившият ТАВКР „Киев“ изпълнява в парка Binhai две функции наведнъж: допълва експозицията като пример за военната техника на СССР и приема гости, като оригинален хотел.